# موزگا
موزگا (به بلغاری: Muzga) یک منطقهٔ مسکونی در بلغارستان است که در شهرستان گابروو واقع شده‌است.